# Petersianthus
Genre
Classification phylogénétique
Espèces de rang inférieur
- Petersianthus africanus
- Petersianthus macrocarpus
- Petersianthus quadrialatus

Petersianthus est un genre de plantes à fleurs de la famille des Lecythidaceae.

## Liste des espèces
Selon [Qui ?] :
- Petersianthus africanus (Welw. ex Benth. & Hook. f.) Merr.
- Petersianthus macrocarpus (P. Beauv.) Liben
- Petersianthus quadrialatus (Merrill) Merrill

Selon Catalogue of Life (22 novembre 2017) :
- Petersianthus macrocarpus Liben
- Petersianthus quadrialatus Merr.